# Lijeska
Lijeska är en ort i Montenegro. Den ligger i den norra delen av landet, 90 km norr om huvudstaden Podgorica. Lijeska ligger 938 meter över havet och antalet invånare är 143.
Terrängen runt Lijeska är huvudsakligen lite kuperad. Lijeska ligger nere i en dal. Runt Lijeska är det ganska glesbefolkat, med 48 invånare per kvadratkilometer. Närmaste större samhälle är Pljevlja, 15,7 km norr om Lijeska. I omgivningarna runt Lijeska växer i huvudsak blandskog.